# التعليم في الأرجنتين

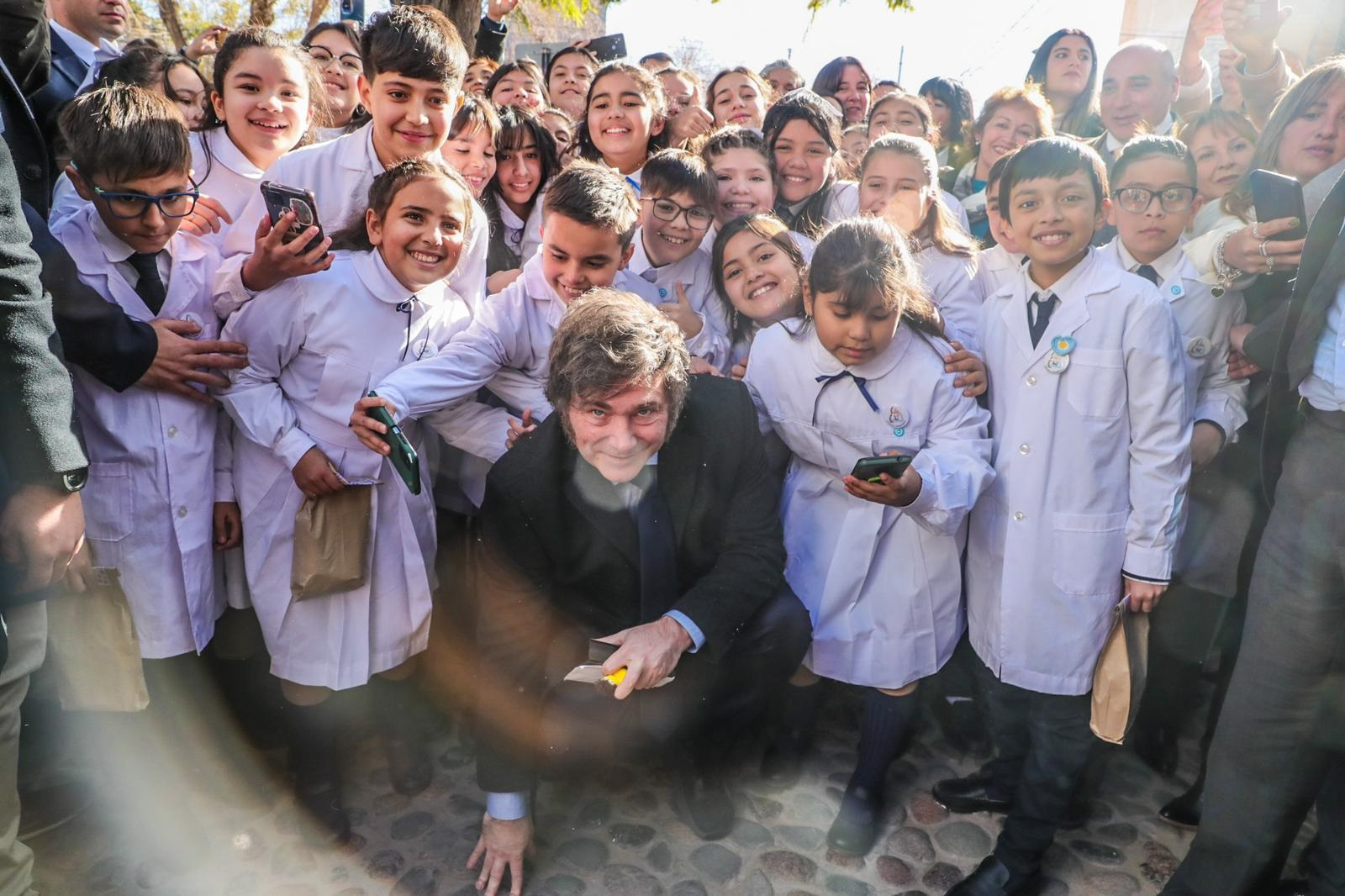
الرئيس الأرجنتيني خافيير ميلي في مدرسة ابتدائية في الأرجنتين، سبتمبر 2024.

يشمل التعليم في المؤسسات الحكومية المراحل الابتدائية والإعدادية والثانوية والتعليم العالي على مستوى الجامعات (ولا يشمل برامج الدراسات العليا). يكون التعليم الخاص بمقابل مادي، رغم أن بعض الحالات (خصوصًا في المدارس الابتدائية والثانوية) تحصل على دعمٍ من الدولة لتغطية التكاليف. يضمن التعليم في الأرجنتين وأوروغواي المساواة، وفقًا لدراسات منظمة اليونسكو، من خلال وجود سمات مؤسسية تعيق تسليع التعليم، كما تتميز فنلندا بخصائص تدعم تعليم السكان متعددي الأعراق والتعليم الخاص بالمعوقين. يعزز التعليم في الأرجنتين المساواة. تبلغ نسبة الأمية نحو 1.9%، وهي ثاني أقل نسبة في أمريكا اللاتينية، وذلك وفقًا لآخر تعدادٍ سكاني. أنشأت الأرجنتين، في العقد الأخير، تسع جامعاتٍ جديدة، بينما زادت نسبة التسرب الدراسي للطلاب الجامعيين إلى نحو68%.
التعليم مسؤولية مشتركة بين الحكومة الوطنية والولايات والمقاطعات الاتحادية والمؤسسات الخاصة، رغم أن المبادئ التوجيهية الأساسية دائمًا ما تحددها وزارة التعليم. يرتبط التعليم في الأرجنتين ارتباطًا وثيقًا بتأكيد الرئيس دومينغو سارمينتو على أن «السيادة يجب أن تكون متعلمة» (حيث تشير السيادة إلى الشعب)، وقد جرى توسيع نطاق التعليم ليشمل الجميع تقريبًا. لا يزال الحفاظ عليه موضوعًا مركزيًا في النقاشات السياسية والثقافية. كان التعليم دائمًا في جميع المراحل، بما في ذلك الجامعات، مجانيًا، إلا أن هناك عدد كبير من المدارس والجامعات الخاصة.

## تاريخ التعليم في الأرجنتين
عُرف التعليم في الأرجنتين، التي تُلقب بـ«الأمريكية اللاتينية المتعلمة»، بتاريخٍ معقد. لم تكن تتواجد خطة تعليمية فعالة حتى جاء الرئيس دومينغو سارمينتو (1868-1874) وصب تركيزه على تحديث الأرجنتين وفقًا للممارسات المتبعة في الدول المتقدمة. شجع سارمينتو على هجرة واستقدام المعلمين الأوروبيين، وبنى المدارس والمكتبات العامة في جميع أنحاء البلاد، ضمن برنامج ضاعف عدد الطلاب المسجلين خلال فترته. يُحتفل بيوم المعلم في الأرجنتين (في الحادي عشر من سبتمبر) تخليدًا لذكراه. اُصدر أول القوانين الوطنية التي فرضت التعليم العالمي الإجباري والمجاني والعلماني (القانون الأرجنتيني لعام 1420 الخاص بالتعليم العام) في عام 1884 خلال إدارة الرئيس خوليو روكا. أضر الطابع غير الديني لهذا النظام، الذي منع المدارس الدينية الأبرشية من منح الدرجات الرسمية مباشرةً إلا من خلال جامعة عامة، بالعلاقات بين الكنيسة الكاثوليكية والدولة في الأرجنتين؛ ما أدى إلى مقاومة من رجال الدين المحليين وصراع محتدم مع الكرسي الرسولي (عبر السفير البابوي).
أصبح التعليم الأرجنتيني، وخاصةً على مستوى الجامعات، أكثر استقلالية عن الحكومة وعن الكنيسة الكاثوليكية المؤثرة، وذلك بعد إصلاح الجامعات عام 1918. بدأت الكنيسة في العودة إلى النظام التعليمي العلماني في البلاد خلال إدارة خوان بيرون، إذ أعيد في عام 1947 إدخال تعاليم الكنيسة في المدارس العامة. بدأت المؤسسات الدينية تتلقى مرةً أخرى الإعانات الحكومية. أدى التراجع المفاجئ في هذه السياسة في عام 1954 إلى الإطاحة العنيفة ببيرون. أعاد بعدها الجنرال بيدرو أرامبورو سياساته السابقة المؤيدة لرجال الدين. ساهم قانون أرامبورو رقم 6403 لعام 1955، الذي دعم التعليم الخاص بشكل ٍعام، والمدارس الدينية الإبرشية أو المدارس التي غالبًا ما تديرها الكنيسة الكاثوليكية (التي يعمل بها معلمون علمانيون) بشكلٍ خاص، في تأسيس الجامعة الكاثوليكية الأرجنتينية.
أدت سياسة رفع القيود الحكومية والخصخصة التي اتبعها الرئيس كارلوس منعم استجابةً للأزمة الاجتماعية والاقتصادية التي شهدتها البلاد في عام 1989 إلى لامركزية نظام المدارس الثانوية الأرجنتيني؛ حيث أصبحت إدارة وتمويل المدارس اعتبارًا من عام 1992 مسؤولية المحافظات. كان الضعف في هذه السياسة، مع ذلك، يكمُن في أن حصة الإيرادات الفيدرالية لم تزد بالتوازي، لا سيما مع قرار تحويل عامين من التعليم الابتدائي إلى النظام الثانوي.
تزايد الإنفاق الحكومي الفعلي على التعليم باطراد منذ عودة الحكم الديمقراطي عام 1983 (باستثناء الأزمات في عامي 1989 و2002)، وبلغ في عام 2007 أكثر من 14 مليار دولار أمريكي.

## التعليم الثانوي
يتألف التعليم الثانوي في الأرجنتين من مرحلتين. يشمل السنوات من الأولى إلى الثالثة (Ciclo básico) وهي مشتركة في جميع المدارس. أما السنوات من الرابعة إلى السادسة (وفي بعض الولايات من الرابعة إلى الخامسة) فهي منظمة حسب تخصصات معينة (Ciclo orientado) كالعلوم الاجتماعية، العلوم الطبيعية، والفنون، والرياضة، والتصميم، وغيرها. تقدم بعض المدارس (المدارس الفنية المهنية) عامًا إضافيًا يمنح شهادة مهنية، أيضًا مع تخصصات كالزراعة، الكهرباء، الميكانيكا، البناء، إلخ.
لا يزال نظام التعليم الثانوي، في العديد من الولايات، مقسمًا إلى ثلاث مجموعات رئيسية تقليدية: مدارس البكالوريوس (Bachiller)، التي تشبه إلى حد كبير مدارس القواعد التي تركز على الدراسات الإنسانية، والمدارس التجارية (Comercial) التي تركز على العلوم الاقتصادية وكل ما يتعلق بها، والمدارس الفنية (Escuelas Técnicas) التي تركز على المواد التقنية والعلمية. يتميز هذا النوع الأخير بمدة دراسته التي تتراوح بين ستة وسبعة أعوام بدلًا من خمسة أو ستة، وكان يُطلق عليه سابقًا «الصناعية»، وكل مجموعة منها تنقسم إلى تخصصات أكثر دقة متعلقةً بمجالها الرئيسي.
وافق مجلس النواب الأرجنتيني، في ديسمبر عام 2006، على قانون تعليم وطني جديد يعيد النظام القديم للتعليم الابتدائي يليه التعليم الثانوي، ما يجعل التعليم الثانوي إلزاميًا بالفعل، ويزيد من مدة التعليم الإلزامي إلى اثني عشر عامًا. انتهت الفترة الانتقالية في عام 2011.
يوجد، إضافةً إلى ذلك، نظام خاص بالمدارس الثانوية للكبار (يُطلق عليه عادةً «أسيلياردوس» بالإسبانية، بمعنى «المعجلة») لضمان توفير التعليم الثانوي للأشخاص فوق سن الثامنة عشرعامًا. عادةً ما يتكون من برنامج دراسي مكثف يستمر لمدة سنتين أو ثلاث سنوات. تقدم هذا البرنامج عدد كبير من المدارس الحكومية والخاصة، ويختلف من ولاية لأخرى. تتوفر فترة الدراسة المسائية لتلبية احتياجات أولئك الذين يعملون خلال النهار. تُقبل شهادات هذه المدارس الثانوية للالتحاق بالجامعات.
قدمت كذلك شبكة المدارس المهنية في الأرجنتين، التي تعمل العديد منها تحت رعاية الجامعة التكنولوجية الوطنية أو ضمن أنظمة التعليم الإقليمية، بدائل تعليمية عملية للطلاب على مدار التاريخ.